# Rostbröstad smygtimalia
Rostbröstad smygtimalia (Gypsophila rufipectus) är en fågel i familjen marktimalior inom ordningen tättingar. Den förekommer endast i bergstrakter på indonesiska ön Sumatra. Trots det begränsade utbredningsområdet anses beståndet vara livskraftigt.

## Utseende
Rostbröstad smygtimalia är en medelstor (18–19 cm) timalia. Ovansidan är fjälligt mörkbrun. På undersidan är den matt roströd med svag mörk fjällning och ljusa strimmor. Könen är lika medan ungfågelns dräkt inte beskrivits.

## Utbredning och systematik
Rostbröstad smygtimalia förekommer i bergsskogar på västra Sumatra i Indonesien. Den behandlas som monotypisk, det vill säga att den inte delas in i några underarter.

### Släktestillhörighet
Arten placeras traditionellt i släktet Turdinus. Genetiska studier av timalior från 2019 kullkastar dock många tidigare uppfattningar om inbördes släktskap. Även om rufipectus ännu inte testas genetiskt rekommenderar författarna att den flyttas till släktet Gypsophila. Tongivande International Ornithological Congress har implementerat rekommendationerna och denna linje följs även här.

## Levnadssätt
Rostbröstad smygtimalia hittas i bergstrakter på mellan 900 och 2500 meters höjd, i ursprunglig städsegrön lövskog men även i tät vegetation utmed vägar inuti barrskogsplantage. Den ses vanligen på eller nära marken, födosökande bland döda löv på jakt efter insekter och små sniglar.

## Status
Arten har ett begränsat utbredningsområde och tros minska i antal, men anses inte vara hotad. IUCN kategoriserar arten som livskraftig.